# Bonagrazia de Bergame
Bonagrazia de Bergame (mort le 19 juin 1340 à Munich) est un théologien franciscain italien.

## Biographie
Bonagrazia nait au XIIIe siècle et nous savons peu de choses sur sa jeunesse. Il étudie le droit et pratique le métier d'avocat sous le nom séculier de Boncortèse. Il entre dans l'Ordre des frères mineurs en 1310 et met son savoir juridique au service des franciscains. Il est d'abord assigné auprès du procureur de l'ordre Raymond de Fronsac. Sa tâche est alors de défendre à Avignon les attaques contre l'unité spirituelle de l'ordre. Il écrit notamment contre Ubertin de Casale et Raymond Geoffroy. Le 10 mars 1311, au cours d'un consistoire public, Bonagrazia émet une violente protestation contre les faveurs accordées par le pape Clément V aux franciscains spirituels. Déployant son énergie pour défendre la communauté, Bonagrazia s'attire la colère du pape qui le relègue en 1312 au couvent de Valcabrère dans les Pyrénées. Après la mort de Clément V en 1314, Bonagrazia quitte le couvent et se rend à Toulouse.
En 1322, un chapitre général réuni à Pérouse provoque la querelle sur la pauvreté de l'Église. En tant que procureur de l'ordre, Bonagrazia écrit le De paupertate Christi et Apostolorum, dans lequel il défend la doctrine de la pauvreté absolue. Lorsque le 8 décembre 1322, le pape Jean XXII condamne la thèse du chapitre général de Pérouse par la bulle Ad conditorem canonum, Bonagrazia soulève une protestation lors du consistoire public du 14 janvier 1323. Le pape révise alors le texte de la bulle mais décide de jeter Bonagrazia en prison, d'où il est libéré à la fin de l'année. Il reste cependant à Avignon et reprend ses fonctions de procureur de l'ordre.
En 1328, il défend Michel de Césène contre le pape Jean XXII et est de nouveau mis en détention. Bonagrazia parvient à s'échapper dans la nuit du 26 mai, accompagné de  Michel de Césène et Guillaume d'Occam. Ils embarquent à Aigues-Mortes sur un bateau qui les mènent à Pise. Le pape excommunie Bonagrazia et ses compagnons le 6 juin 1328, après avoir tenté de les arrêter. Dès leur arrivée à Pise, les franciscains inaugurent une campagne de propagande contre le pape à l'aide de sermons, lettres et traités. Ils se rassemblent autour de l'empereur Louis de Bavière à son arrivée à Pise le 21 septembre 1328. Bonagrazia entre alors dans le cercle des conseillers juridiques de la cour impériale. Les franciscains suivent l'empereur à Parme, Crémone, Trente, puis à Munich où ils se réfugient en février 1330. Bonagrazia meurt le 19 juin 1340 à Munich et est enterré dans l'abside de l'ancienne église des franciscains.